# Рохлева
Ро́хлева (болг. Рохлева) — село в Пазарджицькій області Болгарії. Входить до складу общини Велинград.

## Населення
За даними перепису населення 2011 року у селі проживали 395 осіб.
Національний склад населення села:
| Національність   | Кількість осіб | Відсоток |
| ---------------- | -------------- | -------- |
| турки            | 265            | 87,5%    |
| болгари          | 38             | 12,5%    |
| цигани           | 0              | 0%       |
| інша             | 0              | 0%       |
| не визначились   | 0              | 0%       |
| Всього відповіли | 303            |          |

Розподіл населення за віком у 2011 році:
Динаміка населення: